# Stuart Bell

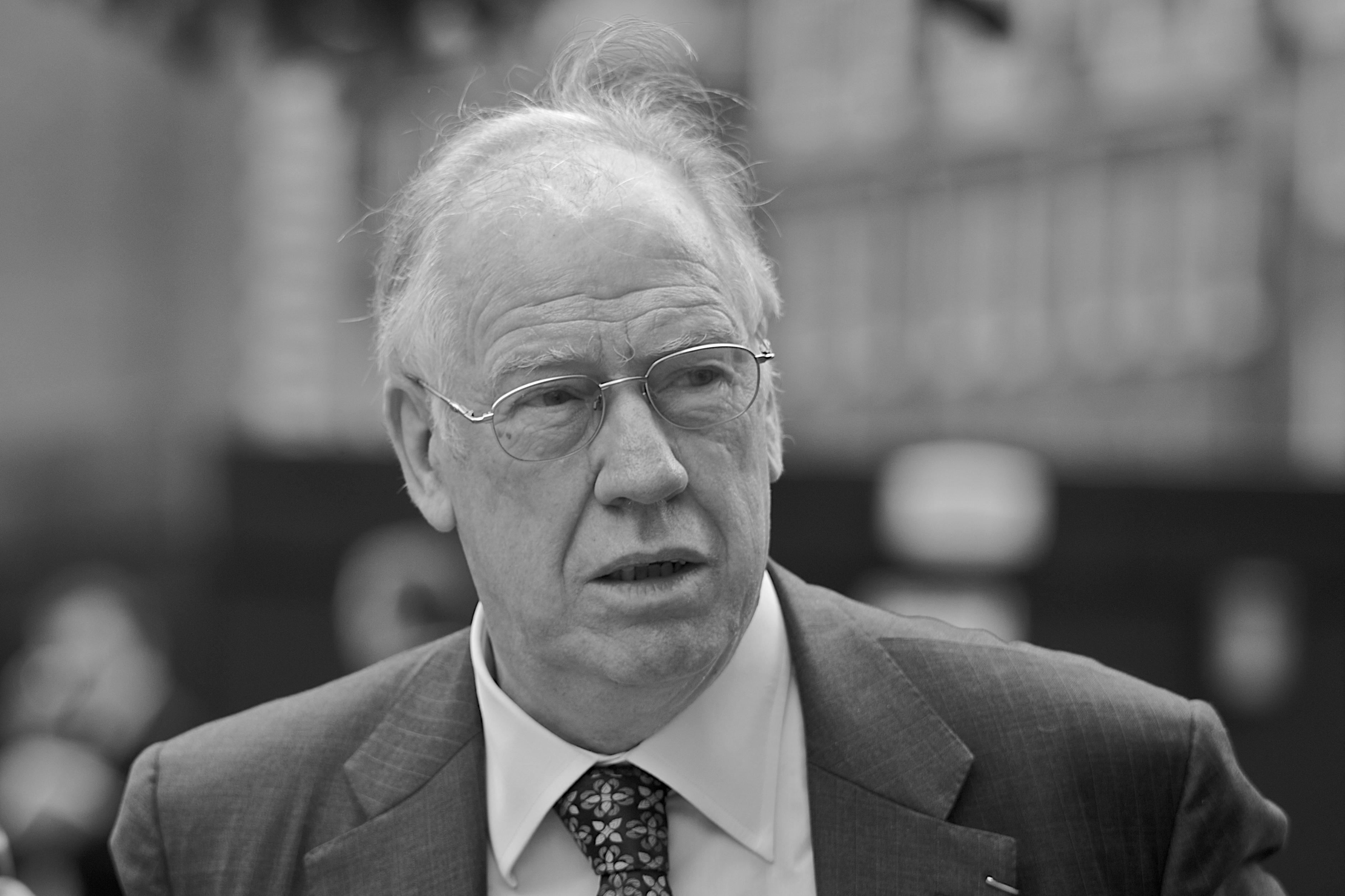
Stuart Bell 2009

Stuart Bell, född 16 maj 1938 i High Spen, County Durham, död 13 oktober 2012 i Middlesbrough, var en brittisk parlamentsledamot för Labour. Han representerade Middlesbrough från 1983 fram till sin död.
Han var med i House of Commons Commission som sköter underhusets (House of Commons) verksamhet.
Han blev adlad 2003.